# Memorie volatilă
Memoria volatilă este o memorie de calculator care necesită energie electrică în mod continuu pentru a menține datele înregistrate.
Conținutul dispozitivului de memorie trebuie să fie reînnoit în mod regulat pentru a evita pierderea datelor.
Această caracteristică este principala diferență față de memoria nevolatilă, care menține informațiile înregistrate chiar și după oprire. Memoria volatilă se mai numește ocazional și memorie temporară.
Memoria volatilă este mai rapidă decât memoria nevolatilă.
Marea majoritate a tipurilor moderne de memorie cu acces aleator (RAM) și memoria cache sunt volatile:
- RAM
  - DRAM (SDRAM, DDR GDDR, HMC, mDRAM)
  - SRAM
- Memorie cache (UCP, HDD, SSD,  alte cache-uri).
- Tehnologii noi de memorie volatilă care urmează să înlocuiască sau să concureze cu SRAM și DRAM includ: Z-RAM, T-RAM, TTRAM,  A-RAM și ETA-RAM.